# Placki
 (signalé en mai 2025).
Si vous disposez d'ouvrages ou d'articles de référence ou si vous connaissez des sites web de qualité traitant du thème abordé ici, merci de compléter l'article en donnant les références utiles à sa vérifiabilité et en les liant à la section « Notes et références ».
- Archive Wikiwix
- Bing
- Cairn
- DuckDuckGo
- E. Universalis
- Gallica
- Google
- G. Books
- G. News
- G. Scholar
- Persée
- Qwant
- (zh) Baidu
- (ru) Yandex
- (wd) trouver des œuvres sur Wikidata

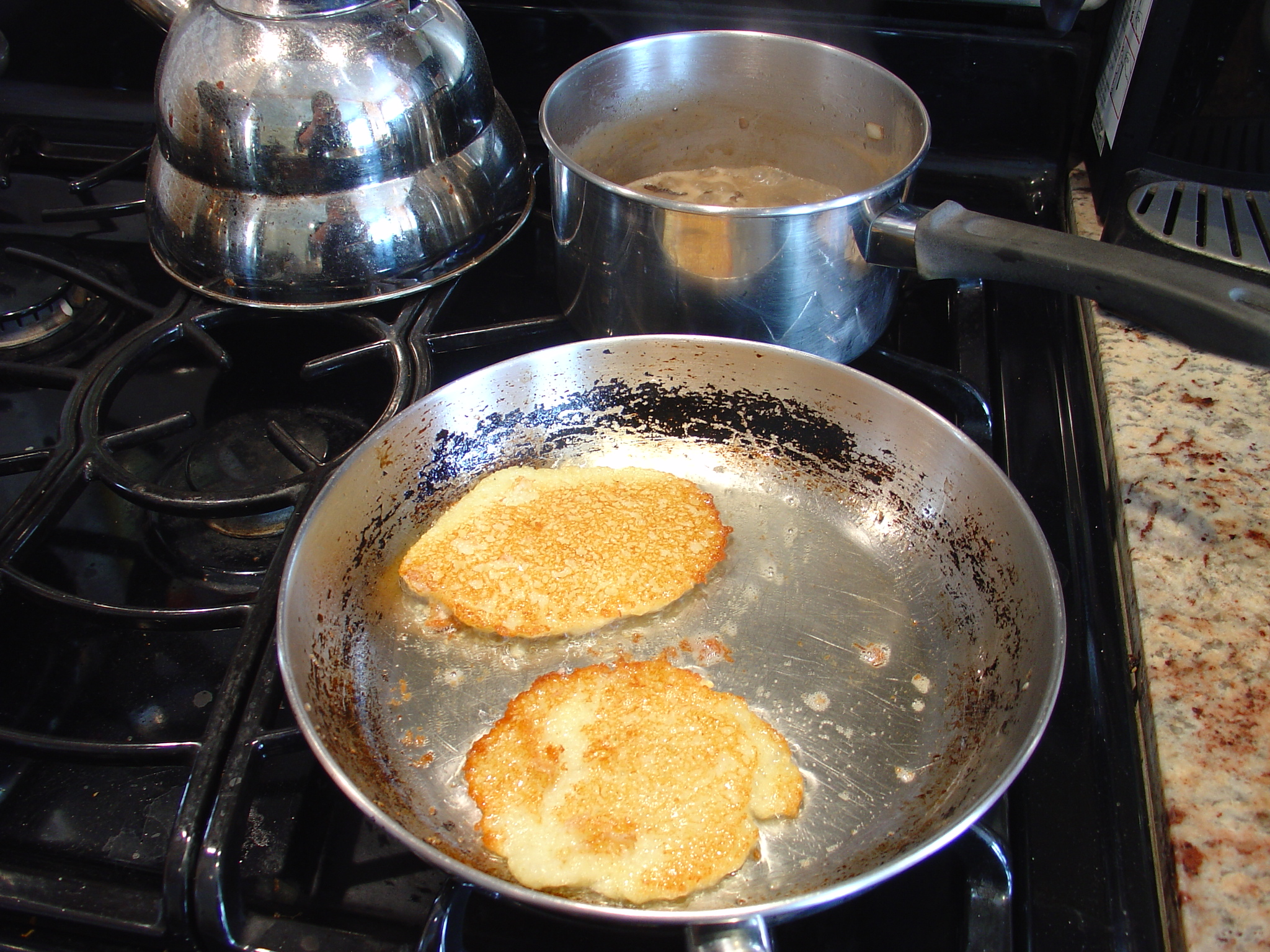
Placki polonais.

Les placki sont un mets polonais de galettes de pommes de terre râpées, mélangées avec des oignons et des herbes, de la farine et des œufs pour le liant, et dorées dans la poêle au lard ou bien à la graisse d'oie. Elles sont servies chaudes, salées ou sucrées.